# 吾郷村
吾郷村（あごうむら）は、島根県邑智郡にあった村。現在の邑智郡美郷町の一部にあたる。

## 地理
- 河川：江川[1]

## 歴史
- 1889年（明治22年）4月1日、町村制の施行により、邑智郡吾郷村（字湊を除く）、簗瀬村、明塚村、乙原村、奥山村が合併して村制施行し、吾郷村が発足[1][2]。
- 1955年（昭和30年）2月1日、邑智郡粕淵町、浜原村、沢谷村、君谷村と合併し、邑智町を新設して廃止された[1][2]。